# Callyna constrastans
Callyna constrastans är en fjärilsart som beskrevs av George Francis Hampson 1914. Callyna constrastans ingår i släktet Callyna och familjen nattflyn. Inga underarter finns listade i Catalogue of Life.